# خانه‌ام ابری است...
«خانه‌ام ابری است...» از مشهورترین اشعار نیما یوشیج است.

خانه‌ام ابری است

یکسره روی زمین ابری‌ست با آن

از فراز گردنه خرد و خراب و مست

باد می‌پیچد

یکسره دنیا خراب از اوست

و حواس من!

آی نی‌زن که ترا آوای نی برده‌ست دور از ره کجایی؟

خانه‌ام ابری‌ست اما

ابر بارانش گرفته است

در خیال روزهای روشنم کز دست رفتندم

من به روی آفتابم

می‌برم در ساحت دریا نظاره

و همه دنیا خراب  و خرد از باد است

و به ره نی‌زن که دایم می‌نوازد نی، در این دنیای ابراندود

راه خود را دارد اندر پیش.

## زمینه
نیما یوشیج (۱۲۷۶–۱۳۳۸) شاعر معاصر ایرانی و بنیان‌گذار شعر نوی فارسی است. او با شعر «افسانه» (۱۳۰۱) نوعی جهان‌بینی نو را به ادبیات فارسی و حتی فرهنگ ایرانی وارد ساخت که تا پیش از آن سابقه نداشت. با این حال، عملاً با شعر «ققنوس» (۱۳۱۶)، شعر نوی فارسی متولد شد، زیرا اولین بار در این شعر، مدلولی جدید با دالی جدید پیوند خورد و پدیده‌ای نو شکل گرفت. نیما نخستین آثار خود را در اواخر دوران مشروطه و سال‌های آغازین حکومت رضاشاه سرود یا منتشر کرد. از سال ۱۳۰۶ تا ۱۳۱۵ هیچ شعری از او منتشر نشد تا اینکه در سال ۱۳۱۶ سرایش و چاپ آثارش را از سر گرفت و شعر مهم «ققنوس» را خلق کرد. از ۱۳۱۶ تا ۱۳۲۷، نیما انواع قالب‌های شعری را آزمود. او در دورهٔ پایانی عمرش، یعنی از ۱۳۲۸ تا ۱۳۳۷، عمدتاً به سرایش و چاپ اشعار آزاد یا نیمایی پرداخت.

## محتوا
به نظر می‌آید شاعر جایی در میان کوهستان نشسته و آنچه می‌بیند به تصویر می‌کشد و سپس تفسیر خود را از مشاهداتش بیان می‌کند. در بند اول (سطر ۱ و ۲) خانه‌اش را که در درون ابرها فرورفته، به تصویر می‌کشد و سپس از آنجا که غمگین و مضطرب است، تمام عالم را هم ابرآلود و گرفته می‌پندارد. در بند دوم (سطر ۳ تا ۷) شاعر باد سرکش و ویرانگری را وصف می‌کند که از فراز گردنه می‌وزد و به دنبال آن تمام عالم را طوفانی و آشفته می‌یابد. در انتهای این بند، نی‌زن را می‌یابیم که با وجود تمام این آشفتگی‌ها، غرق صدای نی خویش است. تمام این فضا نشان‌دهندهٔ افکار و وضعیت روحی شاعر است. او در عالمی دهشتناک زندگی می‌کند و همیشه نی‌زنی را جلوی چشم دارد که جز به هنرش به چیز دیگری نمی‌اندیشد. در انتهای بند سوم می‌بینیم که این نی‌زن، نمود دیگری از همان افسانه یا جهان آرمانی شاعر است که او با آن به زیستن خود معنا می‌بخشد و از وحشت و آشفتگی این جهان ابرآلود و طوفانی به آن پناه می‌برد.

## بازآفرینی
احمد شاملو و احمدرضا احمدی این شعر را به‌ترتیب در آلبوم‌های شعرهای نیما و در شب سرد زمستانی دکلمه کرده‌اند.